# Přestavba Paříže během druhého císařství

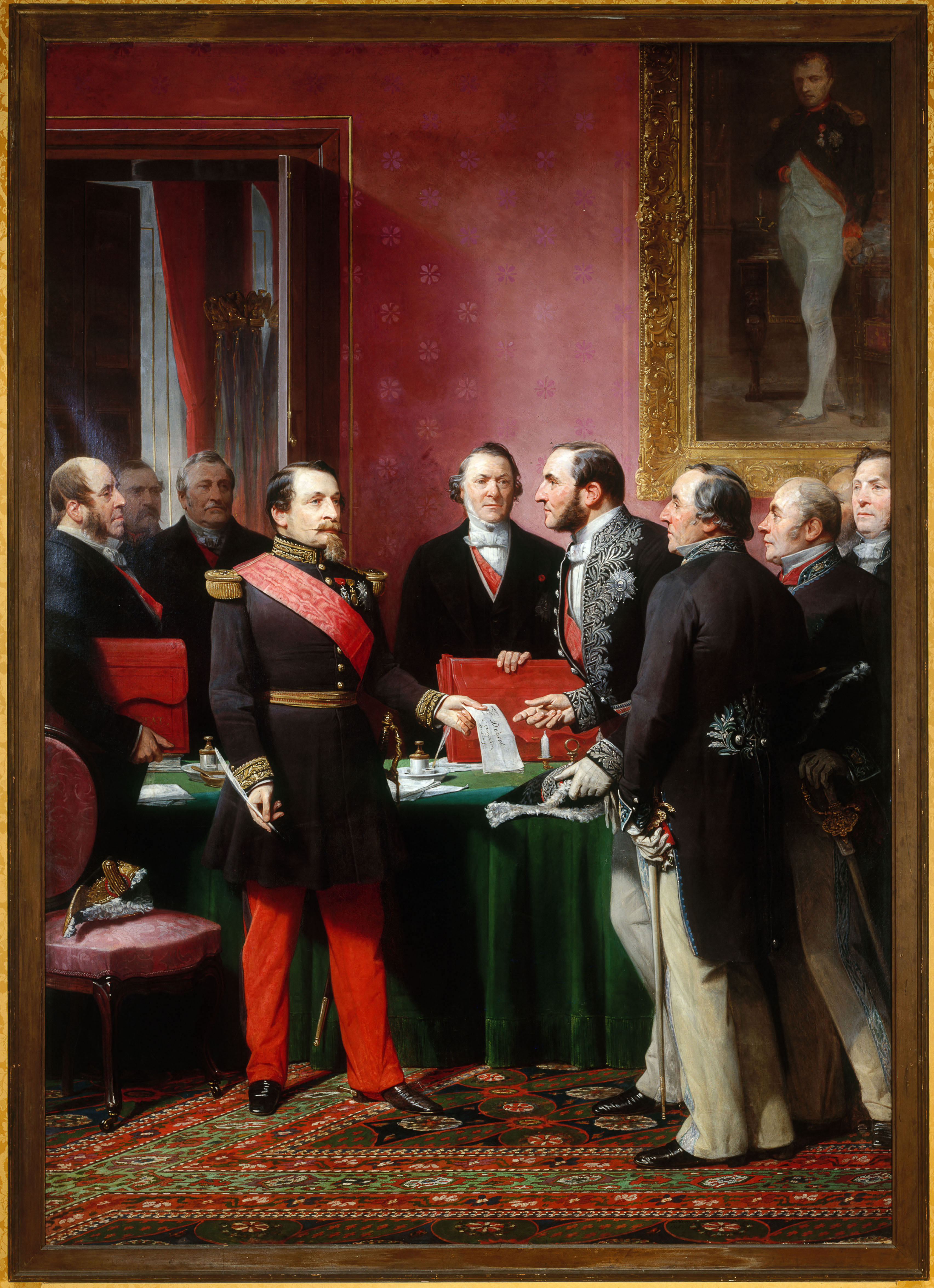
Napoleon III. pověřuje barona Haussmanna přestavbou Paříže

Přestavba Paříže během druhého císařství byla komplexní modernizace města Paříže v letech 1852–1870, kterou nařídil císař Napoleon III. a pověřil dohledem nad jejím průběhem prefekta barona Haussmanna, podle kterého se označuje také Haussmannova přestavba Paříže. Projekt se týkal všech oblastí urbanismu jak v centru Paříže, tak i v jeho okrajových obvodech: rozšiřování ulic a bulvárů, úpravy fasád, budování městské zeleně, kanalizace a zásobování vodou, veřejných zařízení a památek. Koncepce byla ve své době některými současníky silně kritizována, ovšem během stavebních změn v Paříži po druhé světové válce byla naopak vyzdvihována oproti výstavbě 20. století. Dodnes určuje každodenní používání města jeho obyvateli, neboť zásadně přeměnila středověkou Paříž s úzkými uličkami na město s rozsáhlými bulváry a parky. Tento koncept pak převzala i některá jiná evropská města, i když ne v tak rozsáhlé míře.

## První pokusy o přestavbu
V polovině 19. století již centrum Paříže nemělo výhradně středověký ráz. Paříž prošla během novověku stavebním vývojem, především kvůli populačnímu růstu v 18. a na počátku 19. století. Přesto bylo zaplněno úzkými uličkami a domy převážně pro chudé obyvatelstvo. Bohatší vrstvy opouštěly centrum města a obývaly okrajové čtvrti na severním a západním předměstí. Postupné zchudnutí centra města a koncentrace obyvatel vedly v 19. století k myšlence na urbanistické změny.
Tyto myšlenky nebyly ovšem nové. Od počátku 18. století probíhaly postupné přestavby v centru Paříže. Vznikla nábřeží řeky Seiny a odstranění domů na mostech v 80. letech 18. století kvůli dopravní a sanitární kontrole prostoru. Během Francouzské revoluce byl v roce 1794 navržen plán na proražení široké ulice Paříží od Place de la Nation až k Louvru. Napoleon I. nechal na znárodněných církevních pozemcích vybudovat monumentální ulici podél Tuilerijských zahrad – Rue de Rivoli. Její prodloužení až k Hôtel de ville bylo zahájeno za Druhé republiky a dokončeno na počátku Druhého císařství.
Během 30. let 19. století prefekt Rambuteau upozornil na problémy s dopravou a hygienou, které vznikaly v přeplněných starých čtvrtích. Kromě toho lidová povstání v Paříži silně narušovala režim, který se sám zrodil během Červencové revoluce 1830. Rambuteau měl proto rovněž představu, že zbořením úzkých ulic omezí možnosti nekontrolovatelného povstání. Ovšem tehdejší zákony o vyvlastnění byly příliš přísné, což rozsáhlejší přestavbu znemožňovalo. Až na začátku Druhého císařství byly zavedeny nové předpisy o vyvlastnění za účelem veřejného prospěchu, což vytvořilo základ pro politiku nového prefekta jmenovaného císařem.

## Rozhodnutí o modernizaci města

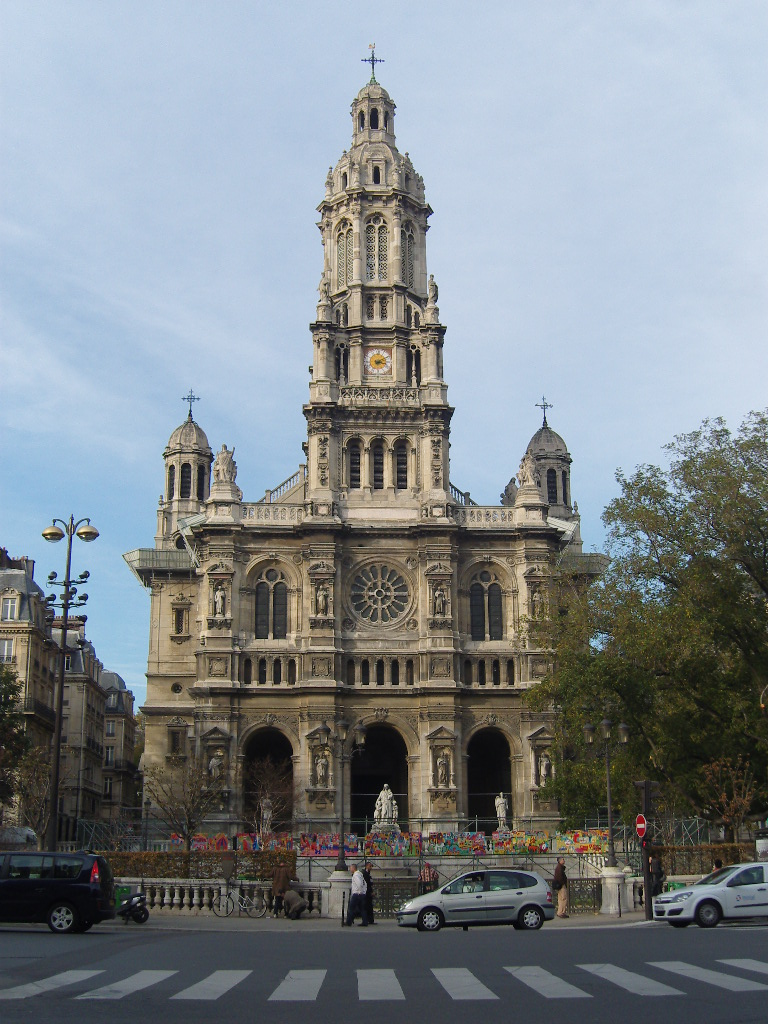
kostel Nejsvětější Trojice (1861–1867)

V roce 1848 se prezidentem republiky stal synovec Napoleona I. Ludvík Napoleon Bonaparte, který se stal císařem Napoleonem III. 2. prosince 1852 po převratu v předchozím roce. Napoleon III. se rozhodl modernizovat Paříž, neboť sám viděl v Londýně změny, které přinesla průmyslová revoluce a přejal myšlenky, se kterými přišel již prefekt Rambuteau. K realizaci těchto cílů získal císař moc, schopnou potlačit veškerý odpor, který chyběl jeho předchůdcům. Napoleon III. v červnu 1853 jmenoval prefektem barona Haussmanna a pověřil jej vedením této rozsáhlé operace. Císař podporoval prefekta proti jeho protivníkům až do jeho odchodu v roce 1870.
Georges-Eugène Haussmann si vybral několik spolupracovníků. Victor de Persigny ministr vnitra, který Haussmanna představil Napoleonovi, se staral o financování projektu. Architekti Jean-Charles Alphand a Jean-Pierre Barillet-Deschamps realizovali veřejné parky a zahrady. K dalším architektům patřili Victor Baltard (Halles de Paris), Théodore Ballu (kostel Nejsvětější Trojice) nebo Gabriel-Jean-Antoine Davioud (divadla na Place du Châtelet).
Hlavním zdrojem financí byly banky, které poskytovaly půjčky, a soukromníci, kterým byly projekty zadávány. Nejprve stát vyvlastnil pozemky dotčených renovací a poté byly zbořeny staré budovy a postaveny ze soukromých zdrojů nové s veškerým vybavením (voda, plyn, kanalizace). Haussmann na tyto práce uvolňoval ročně 50–80 miliónů franků. Od roku 1858 existoval fond Caisse des travaux de Paris, který přestavbu financoval. Stát získával peníze prodejem stavebních parcel stavebníkům, kteří se zavázali vystavět nové budovy podle předem stanovených plánů. Tento systém umožňoval získat každý rok na stavební práce částku dvakrát tak vysokou jako byl městský rozpočet. Nicméně do roku 1870 narostl dluh u Caisse des travaux de Paris na 1,5 miliardy franků, což práce zdiskreditovalo.

## Veřejná regulace
Haussmann vytvořil legislativní a regulační podmínky, které měly usnadnit práci a zajistit jednotnost nových ulic. Vyhláška ze dne 26. března 1852 o ulicích v Paříži tvořila hlavní právní nástroj:
- Pouze správa rozhodovala o vyvlastnění pozemků. Po roce 1860 státní rada ovšem možnosti vyvlastnění omezila.
- Majitelé domů měli povinnost čistit fasády a obnovit je každých deset let.
- Terénní nerovnosti v ulicích musely být odstraněny, objekty musely být zarovnány a musely mít kanalizační přípojky.

Nařízení z roku 1859 umožnilo stavět domy do výše až 20 metrů a 20 metrů do šířky. Střechy musely mít vždy sklon 45 stupňů. Vzhled fasád budov podél nových ulic byl rovněž regulován. Řadové domy musely mít stejně vysoká patra a stejné hlavní linie průčelí. Na nových bulvárech byl jako stavební materiál povolen pouze kámen. V letech 1852–1870 bylo strženo na 20 000 domů a více než 40 000 jich bylo vystavěno. Některé stavební projekty pokračovaly i během Třetí republiky.

## Silniční síť

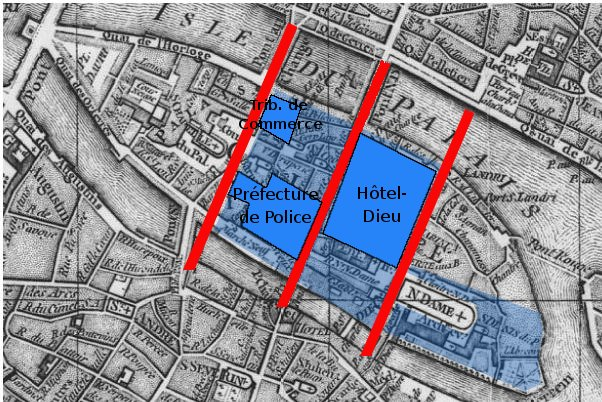
Nákres nových bulvárů na ostrově Cité

Haussmann nechal prorazit městem bulváry široké 20 i 30 metrů. Síť těchto silnic dodnes tvoří dopravní páteř města. V letech 1854–1858 vzniklo v centru Paříže rozsáhlé křížení dopravních tepen. Ve směru sever-jih vznikly bulváry Sébastopol a Saint-Michel, které nahradily mnoho malých uliček a průchodů. Na Place du Châtelet se kříží s Rue de Rivoli, která dále pokračuje na východ jako Rue Saint-Antoine. Velkou přestavbou prošel ostrov Cité, kde vznikly nové bulváry. Přestavěny byly i jeho mosty. Na levém břehu vznikl nový Boulevard Saint-Germain.
Haussmann stavbou bulvárů navázal na dílo Ludvíka XIV. Některé spojovaly Ludvíkovy Velké bulváry s těmi, které vznikly na místě bývalých městských hradeb Fermiers généraux.

## Nádraží
Během 2. poloviny 19. století vznikla v Paříži významná železniční nádraží, která však nebyla vzájemně propojena. Od jejich spojení železnicí bylo odstoupeno ve prospěch velkých bulvárů. Tuto funkci má např. Boulevard de Magenta spojující nádraží Gare de l'Est a Gare du Nord.

## Významné stavby

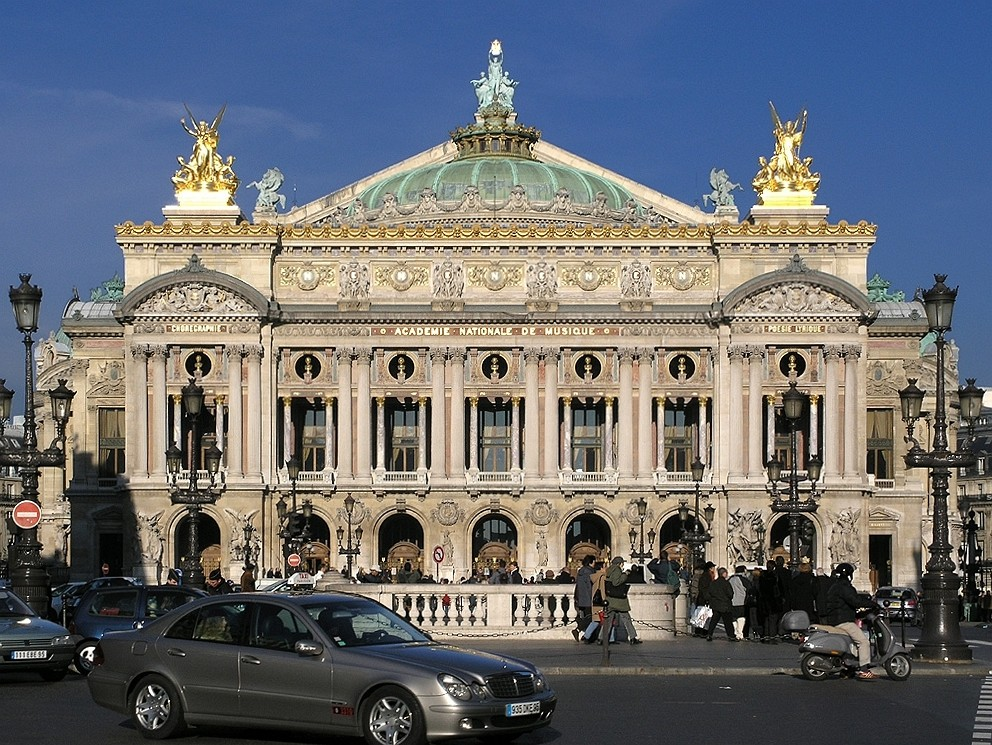
Opéra Garnier: sídlo Pařížské opery

Napoleon III. a Haussmann zanechali v Paříži i několik pozoruhodných staveb. Charles Garnier realizoval Palais de l'Opéra a Gabriel Davioud dvě symetricky postavená divadla (Théâtre du Châtelet, Théâtre de la Ville) na Place du Châtelet. Hôtel-Dieu a kasárny na ostrově Cité (dnešní sídlo Policejní prefektury) nahradily středověkou výstavbu na ostrově. Každý z dvaceti nových městských obvodů získal vlastní budovu radnice. Z církevních staveb vznikly kostely svatého Evžena a svaté Cecilie, kostel Nejsvětější Trojice, kostel sv. Ambrože nebo sv. Augustina.

## Moderní inženýrské sítě
S přestavbou souviselo i zlepšení dodávek pitné vody a lepší nakládání s odpady. Většina pitné vody v polovině 19. století pocházela z řeky Ourcq. Parní pumpy čerpaly i vodu ze Seiny, která však byla velmi nekvalitní. Haussmann pověřil inženýra Eugèna Belgranda realizací nového vodovodního systému pro hlavní město. V letech 1865–1900 tak bylo vystavěno na 600 km akvaduktů. První přiváděl vodu z oblasti poblíž Château-Thierry. Tyto akvadukty přiváděly vodu do nádrží nacházejících se uvnitř města. Největší zásobárna ležela na jihu poblíž parku Montsouris.
Vedle toho byla vybudována i druhá vodovodní síť užitkové vody, která získává i nadále vodu z řeky Seiny a Ourcq, která se používá k čištění ulic a zalévání zelených ploch.
Modernizací a rozšířením prošly i pařížské stoky pro svod odpadních vod. Zákon z roku 1852 nařizoval napojení budov na kanalizační síť, pokud byla v ulici zřízena. V letech 1854–1870 bylo vybudováno přes 340 km kanalizace. Odpadní voda je odváděna do čistírny u města Achères. Tyto sítě slouží Paříži dodnes.
Napoleon III. rovněž zavedl v Paříži rozvod plynu. V roce 1855 svěřil koncesi jedné společnosti a zároveň si udržel kontrolu cen.

## Zelené prostory
Zelené plochy byly v Paříži vzácné a většinou byly v soukromém majetku. Napoleon III. po vzoru Londýna nechal vybudovat velké parky i v Paříži. Jejich tvorbou byl pověřen inženýr Jean-Charles Alphand. Tak vznikly Boulogneský a Vincenneský lesík na západním a východním okraji města. Blíže centru se nacházejí parky Buttes-Chaumont a Montsouris. Parc Monceau vznikl z bývalého pozemku rodu Orléans. V každé čtvrti vznikly malé squares a podél mnoha ulic byla vysázena stromořadí.

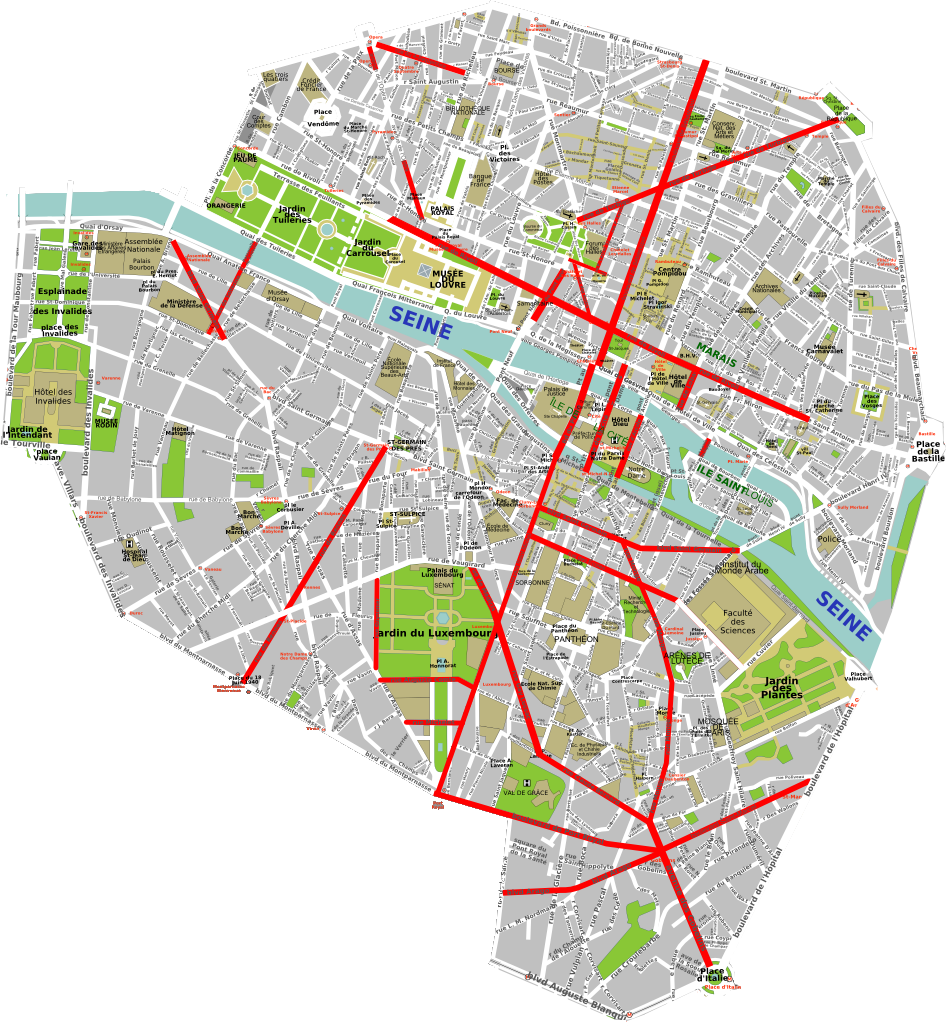
Hlavní bulváry postavené v centru města v letech 1850–1870

## Kritici městské politiky Napoleona III.
Umělci a architekti (např. Charles Garnier) kritizovali monotónnost monumentální architektury, která obklopovala bulváry. Politici a spisovatelé zpochybňovali význam prací, poukazovali na korupci (Émile Zola) a někteří obviňovali prefekta Haussmanna z osobního obohacení. Množící se kritika nakonec vedla k odvolání prefekta krátce před pádem Druhého císařství.
Napoleonovi současníci vinili císaře, že za jeho pohnutkami o sociální a hygienické podmínky obyvatel se skrývají autoritářské představy. Na nových širokých ulicích nebylo možné stavět snadno barikády, naopak usnadňovaly rychlý přesun vojska i těžkých zbraní v případě nepokojů. Obrovský rozsah prací ukazuje, že návrhy Napoleona by neměly být omezeny na strategické hledisko. Nové bulváry, které tvoří nejvýraznější formu přestavby, představovaly též vybudování podzemních inženýrských sítí, instalaci městského mobiliáře, urovnání povrchu města a efektivní harmonizaci architektury podél nových ulic. Haussmann byl jako prefekt zodpovědný za správu města co se týče hygieny, osvětlení a čištění ulic, takže přestavba probíhala v rámci jeho kompetencí.

## Krize systému
Od konce 60. let nastaly problémy s financováním. Připojení okolních obcí v roce 1860 k Paříži se pro plány renovace ukázalo jako drahé. Stavební práce v těchto předměstských čtvrtích byly mnohem rozsáhlejší než v centru města, které se vyvíjelo historicky jinak. Stanovené rozpočty proto nedostačovaly. Na druhou stranu uvolnění režimu ztížilo vyvlastňování, státní rada a kasační soud více bránily práva majitelů. Pařížané byli po dlouhých letech rovněž unaveni stavebními pracemi, které ochromily město téměř na dvacet let. Síť bulvárů v nových čtvrtích se ukázala ne tak využitelná jako bulváry v centru. Sílící kritika nekontrolovatelného zadlužování vedla k tomu, že baron Haussmann na začátku roku 1870 podal demisi. O několik měsíců později padl i Napoleon III. a s ním i Druhé císařství. Během Třetí republiky byla většina prací ukončena. Definitivní ukončení „čisté“ haussmannovské přestavby lze datovat do období 1882–1884, kdy předpisy uvolnily přísná pravidla pro vzhled nových budov.

## Demografické dopady
Přestavba měla vliv i na sociální složení Paříže. Renovací centra se zvýšily nájmy, což donutilo chudší obyvatelstvo přesídlit do okrajových čtvrtí. Ovšem i tyto vzdálenější obvody měly odlišný vývoj. Vytvořilo se rozdělení města na bohatší západní část (16. a 17. obvod), které rovněž prošly renovací a chudší východní část (19. a 20. obvod), kde obnova neproběhla. Tyto čtvrti byly typické průmyslovou činností.

## Architektura

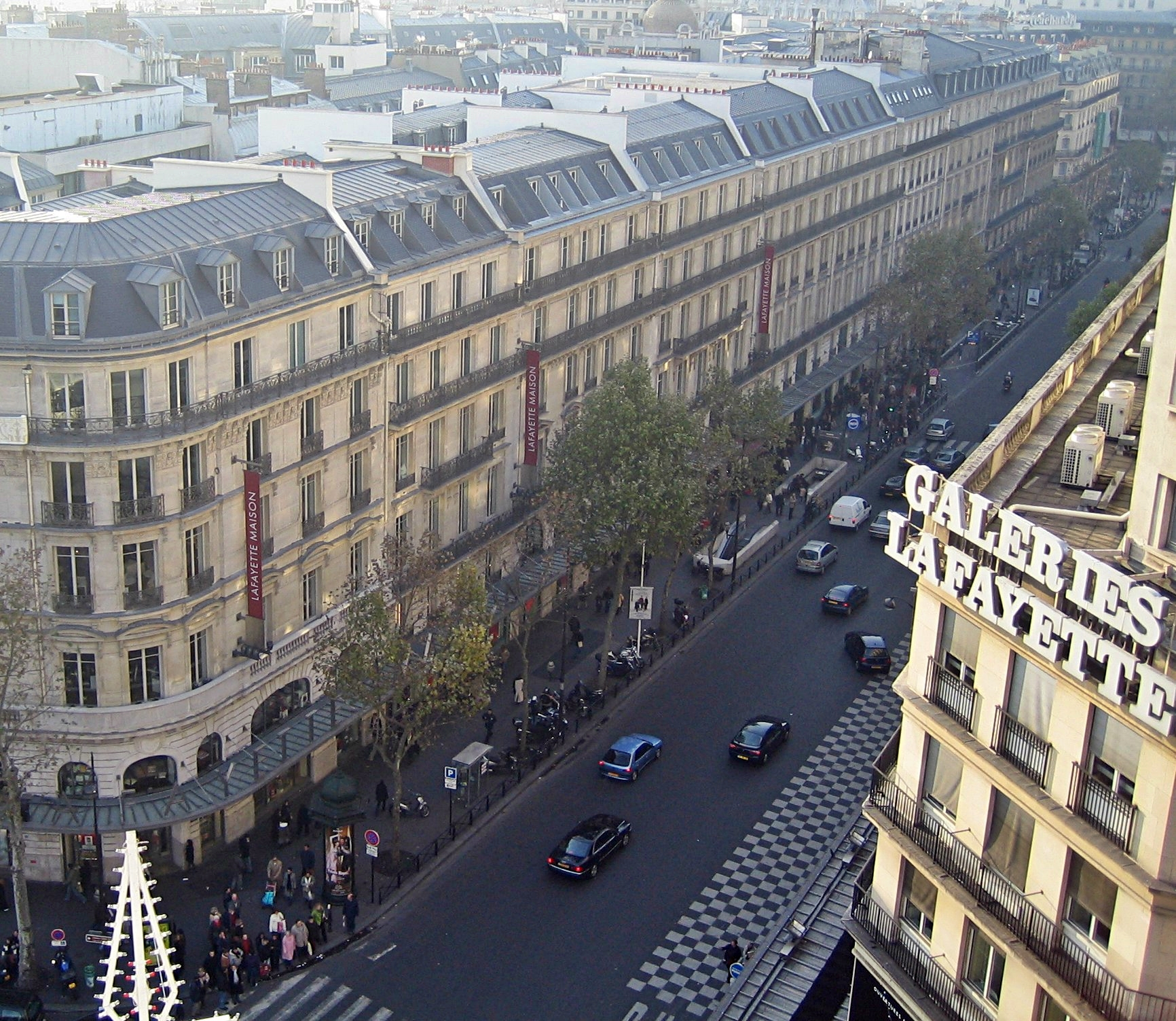
Symetrické fasády na Boulevardu Haussmann

Haussmannova přestavba se neomezila jen na vytyčení ulic a projekty městských zařízení, ale ovlivnila i vzhled soukromých budov. Průčelí do ulice bylo navrženo jako architektonicky homogenní. Jednotlivé budovy nebyly samostatné, ale musely společně vytvářet celkový vzhled nových ulic.
Stanovená pravidla a povinnosti pro stavitele umožnily vytvořit jednotnou pařížskou zástavbu s charakteristickými fasádami:
- přízemí a mezipatro je zvýrazněno velkými okny
- druhé patro s jednou nebo dvěma řadami balkonů, třetí a čtvrté patro je v podobném stylu, ale s méně bohatými okenními rámy
- páté patro je s balkony bez výzdoby
- podkroví má sklon střechy 45 stupňů

Fasáda je tvořena horizontálními řadami prvků, které často pokračují z jedné budovy na druhou, balkony, římsy a fasády jsou dokonale sladěny, aniž by je narušovaly arkýře nebo jiné výčnělky. Model vycházel z Rue de Rivoli a vztahoval se na všechny nové ulice v Paříži, některé čtvrtě jsou až uniformní. Na fasádách byly používány velké kamenné bloky zarovnávané bez spár.

## Fotografie
Francouzská vládní organizace Commission des Monuments historiques (Úřad historických památek) zahájila misi Mission héliographique. Úkolem organizace byla fotografická dokumentace architektonických památek ve Francii, především významné historické a kulturní pamětihodnosti podléhající ochraně a zahrnuté do Monument historique. Členové skupiny se skládali z fotografů: Gustave Le Gray, Auguste Mestral, Édouard Baldus, Hippolyte Bayard a Henri Le Secq. Fotografové měli zdokumentovat historické budovy, mosty a památky, z nichž mnohé byly zbourány, aby uvolnily cestu pro velké pařížské bulváry.

## Haussmannovi následovníci

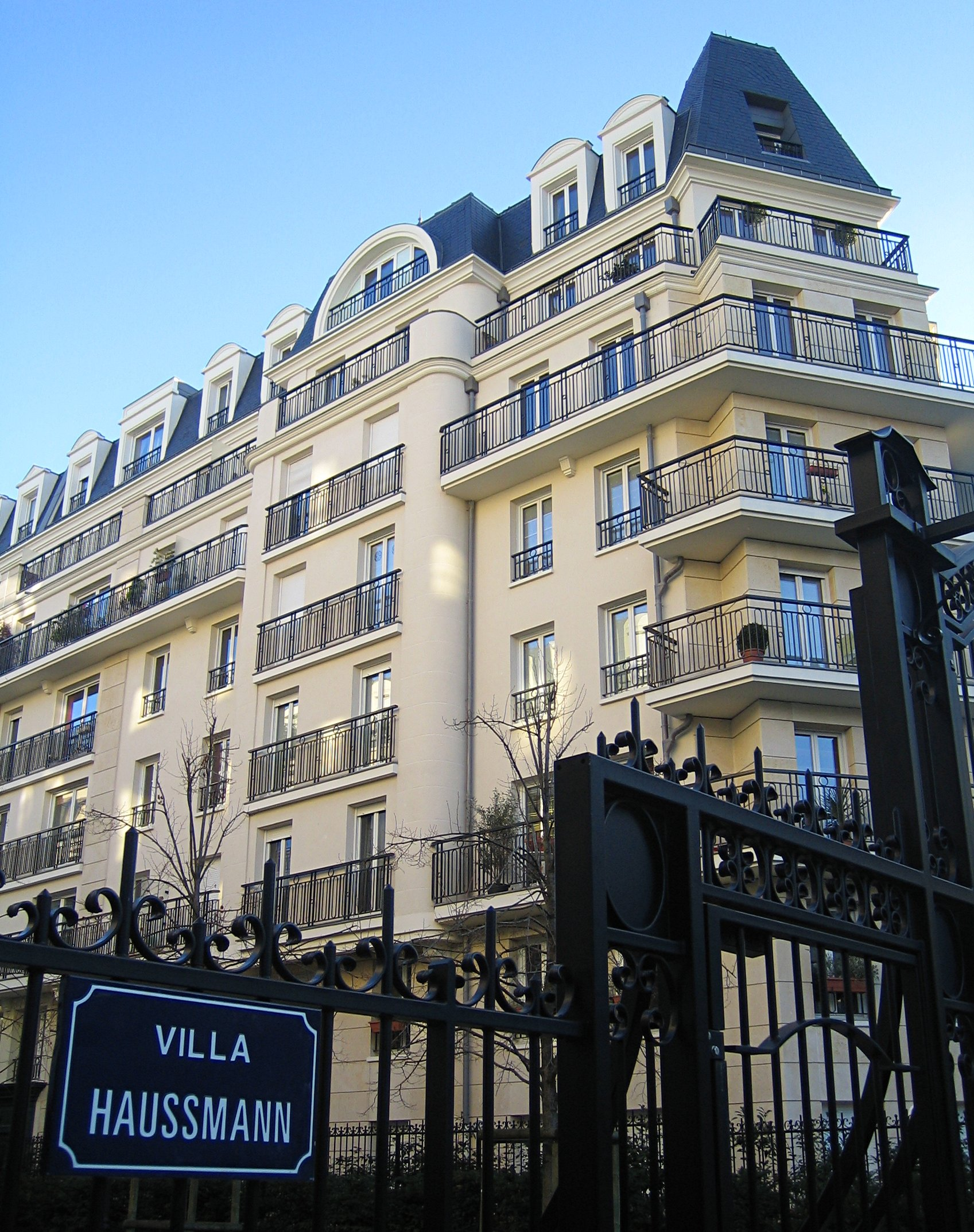
Inspirace Haussmannovskou tradicí v Issy-les-Moulineaux

Haussmannova přestavba zlepšila kvalitu života v hlavním městě, především v oblasti hygieny a dopravy. Nové budovy byly postaveny lépe a byly více funkční než ty původní. Urbanistická změna Paříže byla během Druhého císařství tak výrazná, že každá další větší stavební operace v hlavním městě se s ní musí vypořádat. Po druhé světové válce bylo zapotřebí vystavět a modernizovat mnohé obytné čtvrtě. S příchodem Páté republiky byla otevřena nová éra pařížského urbanismu, který se více přikláněl k myšlenkám Le Corbusiera o omezení povrchové dopravy na ulicích ve prospěch chodců. Nejvýznamnější ukázkou je obchodní čtvrť La Défense. Tento model byl však v 70. letech pozvolna opuštěn a nastalo znovuobjevení Haussmannova dědictví. Ulice mají tvořit multifunkční prostor s omezeným provozem a jednotlivé stavby by měly být ve větší architektonické harmonii.
V některých předměstích, např. Issy-les-Moulineaux nebo Puteaux vznikly čtvrtě, které vycházejí z myšlenek barona Haussmanna.